# 53 Рака
53 Рака (лат. 53 Cancri), также BO Рака — переменная звезда, которая находится в созвездии Рака на расстоянии приблизительно 390 парсек от Земли. Относится к звёздам шестой звёздной величины, находящимся на пределе различимого невооружённым глазом.
53 Рака — красный гигант асимптотической ветви, относящийся к спектральному классу M. Удаляется от Земли с радиальной скоростью 14 км/c.
Переменность звезды была впервые отмечена в 1969 году американским астрономом Олином Эггеном, а в 1972 звезда официально получила обозначение переменной — BO Рака. Эта звезда относится к полуправильным переменным, а её величина колеблется от 5.9 до 6.4 с периодом в 27 дней.